# Zerspanungsmechaniker

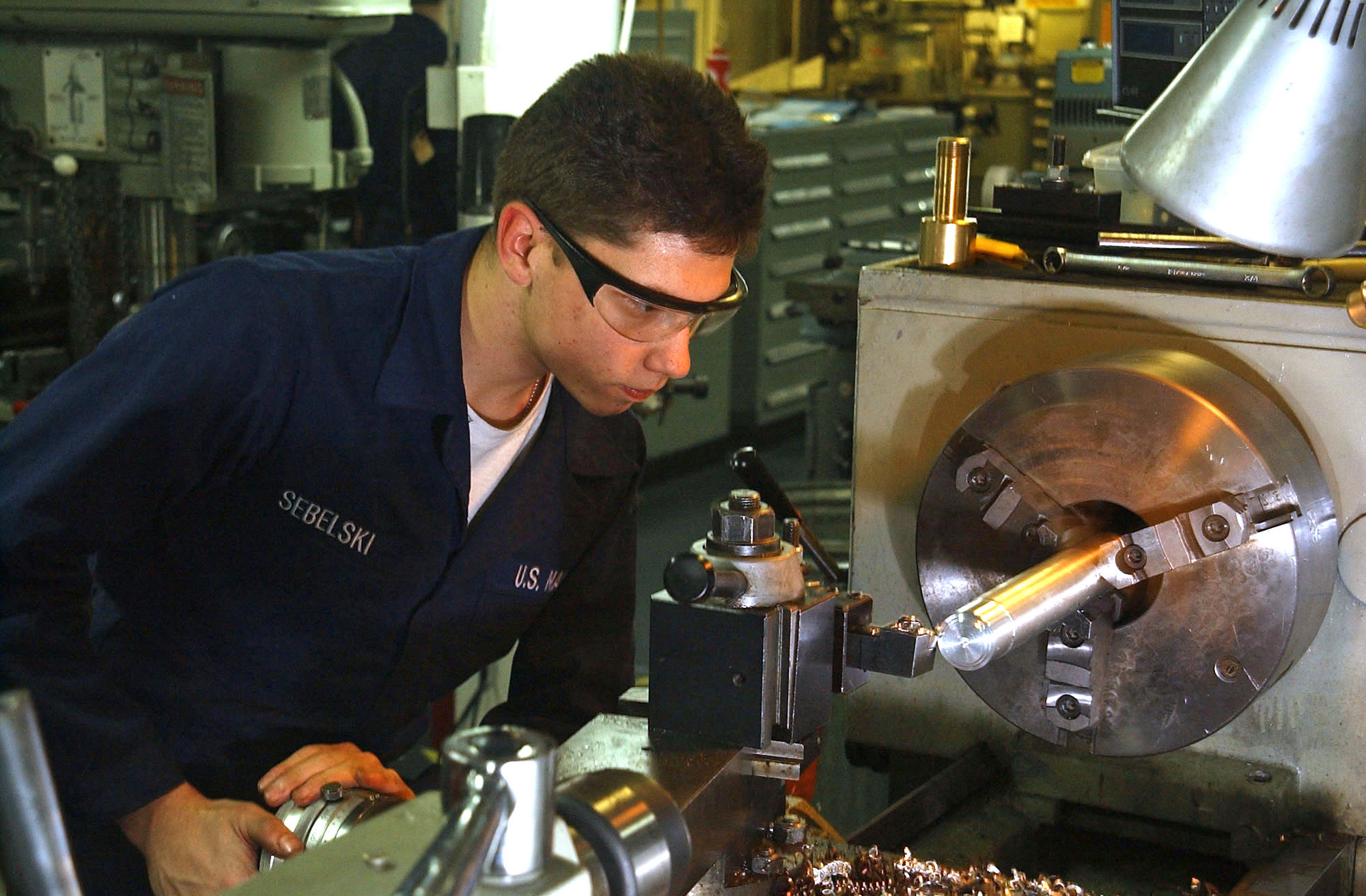
Dreher an einer Drehbank

Zerspanungsmechaniker bzw. Zerspanungstechniker (Österreich) (früher: Dreher und auch Fräser) (umgangssprachlich auch einfach Zerspaner) ist eine Berufsbezeichnung und die Bezeichnung für den dazugehörigen Ausbildungsberuf. Zerspanungsmechaniker fertigen mit spanenden Verfahren, wie Drehen, Fräsen, Hobeln oder Schleifen, Präzisions-Bauteile aus unterschiedlichen Werkstoffen an.

## Berufsbild

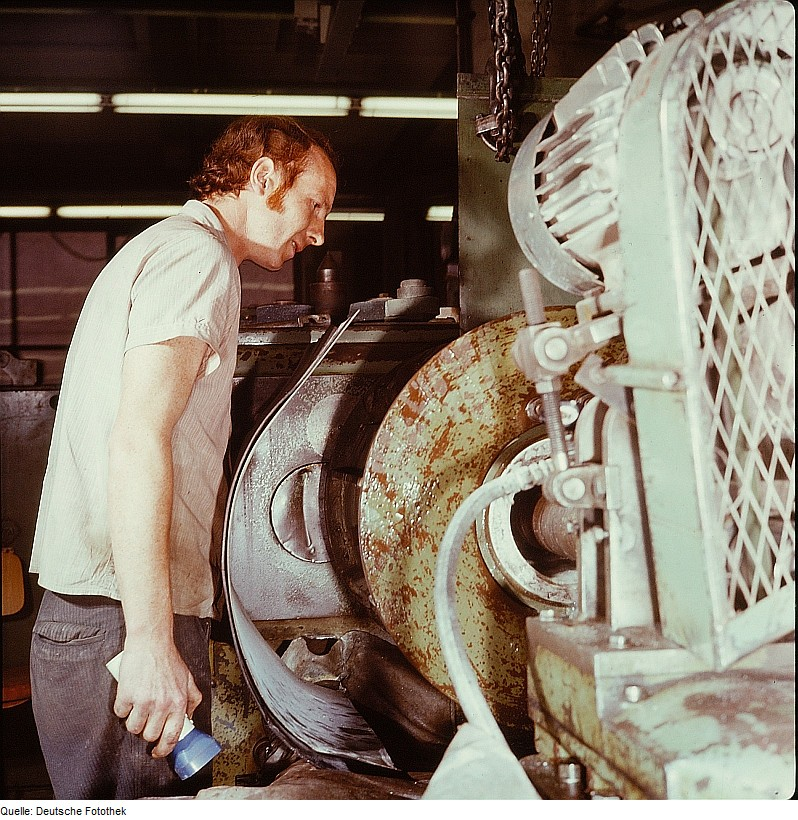
Zerspanungsfacharbeiter

Zerspanungsmechaniker arbeiten üblicherweise in metall- und kunststoffverarbeitenden Betrieben der Industrie und des Handwerks, wie im Maschinen-, Stahl- oder Leichtmetallbau, in Gießereien oder im Fahrzeugbau. Dort sind sie mit der Fertigung oder Bearbeitung von Bauteilen beschäftigt. Sowohl für die Einzel- als auch Serienfertigung programmieren, bedienen und kontrollieren sie konventionelle und computergesteuerte Werkzeugmaschinen wie Drehmaschinensysteme, Fräsmaschinensysteme, Drehautomatensysteme, Schleifmaschinensysteme, Bohrwerke und Hobelmaschinensysteme.

## Fachliche Qualifikationen
Die Zerspanungsmechaniker beurteilen und analysieren die technische Umsetzbarkeit von Fertigungsaufträgen. Dazu nutzen sie Informationsquellen und technische Unterlagen und wählen die passenden Fertigungsmethoden aus. In Folge planen sie die Fertigungsprozesse im Detail, unter Beachtung terminlicher, wirtschaftlicher und qualitativer Vorgaben. Des Weiteren adaptieren sie die Programme für die numerisch gesteuerten (NC) sowie CNC-Fertigungssysteme und überwachen die Produktion. Gefordert werden auch Kenntnisse über Qualitätssicherung und Sicherheitseinrichtungen. Weitere Kompetenzen sind die Wartung und Inspektion der Fertigungssysteme. 

## Fertigungssysteme

### Drehmaschinensysteme
Hier werden hauptsächlich rotationssymmetrische Werkstücke aus Metall oder Kunststoff durch das Abheben von Spänen gefertigt. Zur Bearbeitung wird das in ein Drehfutter fest eingespannte Werkstück in Rotation versetzt. Das Werkzeug, der sogenannte Drehmeißel, bewegt sich in einer gleichmäßigen Bewegung (Vorschubbewegung) auf das sich drehende Werkstück zu. Diese Vorschubbewegung wird dabei entweder manuell oder automatisch ausgeführt. Unterschieden werden die Verfahren in das Außen-Innendrehen sowie das Plandrehen. Beim Außendrehen wird, wie der Name sagt, das Material vom Drehmeißel an der Außenschicht des Rundteils abgenommen. Beim Innendrehen wird die Innenfläche einer Bohrung bearbeitet, beim Plandrehen wird die Stirnseite bearbeitet.

### Drehautomatensysteme
Sehr anspruchsvolle Teile werden mit Hilfe moderner computergesteuerter Maschinen in hohen Stückzahlen hergestellt. Die dabei verwendete Technik wird allgemein CNC-Technik (computerized numerical control) genannt. Für CNC-Maschinen werden von den Mechanikern an Computern Programme, zunehmend mittels CAM-Systemen, erstellt. Diese können von den Maschinen gelesen und präzise umgesetzt werden. Dadurch lassen sich an den Maschinen mehr Formen drehen als an manuellen Drehmaschinen. Beispiele hierfür sind Rundungen oder pyramidenartige Formen. Die Arbeitsabläufe können soweit automatisiert werden, dass eine Serien- bzw. Massenproduktion möglich ist. Für Betriebe, die viele unterschiedliche Werkstücke in größerer Menge herstellen müssen, ist eine CNC-Maschine unabdingbar.

### Fräsmaschinensysteme
Aus einem Rohling entstehen durch Fräsen auf Fräsmaschinen komplexe Werkstücke und Baugruppen. Hierzu wird das Werkstück z. B. in einem Maschinenschraubstock ein- oder auf einen Frästisch aufgespannt. Das Werkzeug, der sogenannte Fräser, wird in der Werkzeugaufnahme eingespannt und in der Maschinenspindel fixiert. Dann wird der Fräser in Richtung des Werkstückes bewegt. Der Fräser trägt von der Oberfläche des Werkstücks so viel Material ab, wie vorher durch die Tiefe der Zustellung festgelegt wurde. Um einwandfreies Fräsen zu gewährleisten, muss vor dem Fräsvorgang zusätzlich die Drehgeschwindigkeit des Fräsers und die Vorschubgeschwindigkeit des Werkzeuges eingestellt werden. Bei der Bearbeitung unterscheidet man grundsätzlich zwischen zwei Verfahren. Das Gegenlauf- und das Gleichlauffräsen.

### Schleifmaschinensysteme
Eine präzise Oberflächenbearbeitung ist etwa bei Kurbelwellen notwendig, wo höchste Genauigkeit im Mikrometerbereich gefragt ist. Es können u. a. besonders harte Werkstoffe bearbeitet und dabei mit einer sehr hohen Form- und Maßgenauigkeit gearbeitet werden. Ähnlich dem Fräsen, wird das Werkstück auf einem speziellen Tisch, dem Schleiftisch, eingespannt, oder wie beim Rundschleifen in eine sich drehende Vorrichtung. Die Schleifscheibe wird mit sehr geringem Vorschub über das Werkstück geführt. Dabei bewegt sich der Schleiftisch hin und her. Die Schleifscheibe befindet sich dabei in einer sehr schnellen Drehbewegung.

## Ausbildung
Üblicherweise werden zur Ausbildung zum Zerspanungsmechaniker folgende Voraussetzungen erwartet:
- gute Berufsreife oder guter Mittlerer Schulabschluss
- gutes räumliches Vorstellungsvermögen und mathematisches Verständnis
- Bereitschaft des Arbeitens mit Computer und High-Tech-Geräten
- handwerkliches Geschick

Wie bei vielen Berufen gibt es auch bei der Zerspanungsmechanik unterschiedliche Einsatzgebiete. 

### Deutschland
Zerspanungsmechaniker ist ein anerkannter dreieinhalbjähriger Ausbildungsberuf nach dem Berufsbildungsgesetz (BBiG). Die Ausbildung erfolgt im dualen Ausbildungssystem im Ausbildungsbetrieb sowie an der Berufsschule und endet mit der Abschlussprüfung. Die Ausbildungsinhalte orientieren sich an den fachlichen Qualifikationen und sind im Rahmenlehrplan festgelegt. Meist wird ein Fachsprengel für diesen Ausbildungsberuf gebildet, um Fachklassen zu bilden. Die zu besuchende Berufsschule muss also nicht zwangsweise im Einzugsgebiet der örtlichen Berufsschule liegen.

### Österreich
In Österreich lautete die offizielle Berufsbezeichnung bis 31. Mai 2011 Zerspanungstechniker und gilt als Mangelberuf. Mit dem 1. Juni 2011 wurde die Ausbildung in den Modullehrberuf Metalltechnik integriert. Lehrlinge der Metalltechnik können Zerspanungstechnik als Ausbildungsschwerpunkt (Hauptmodul genannt) wählen. Die Ausbildungsinhalte sind jedoch weitgehend mit denen in Deutschland deckungsgleich geblieben. Die duale Ausbildung dauert dreieinhalb oder vier Jahre und wird mit der Lehrabschlussprüfung beendet. Österreichische Lehrlinge können nach der Lehrabschlussprüfung auch eine weiterführende Ausbildung zum Meister absolvieren bzw. die Berufsmatura (Berufsreifeprüfung) ablegen.